# EXXpress
eXXpress — це австрійський медіа-таблоїд, що пов'язаний з правими партіями (Народною та Партії свободи, який складається з сайту онлайн-новин (працює з березня 2021 року) та телеканалу (транслюється з червня 2021 року). Засновниками медіа є Ріхард Шмітт, який виконує обов'язки головного редактора, та юрист Єва Шютц-Хіблінгер, яка є виконавчою директоркою.
Відповідно до власних заяв, «eXXpress» є «буржуазно-ліберальним цифровим середовищем для політики та бізнесу», яке не залежить від політичних партій та груп інтересів. Серед іншого, інтернет-медіа виступає за «зміцнення особистих свобод, свободи вираження поглядів і сприяння толерантності в дусі гуманізму та просвітництва» Виконавчий директор Єва Шютц говорить про зміст медіа так: «Ми висвітлюємо теми, які викликають емоції у людей, цікавлять їх і важливі для них». Засновники також описують «eXXpress» як «престижне бульварне видання».
У статті в австрійській щоденній газеті «Der Standard» «EXXpress» зображується як «консервативна платформа», Єва Хіблінгер-Шютц описується як близька до Народної партії, а головний редактор Річард Шмітт — як прибічник ультраправої Партії свободи.

## Структура

### Команда
Загалом команда складається з дев'яти редакторів і трьох менеджерів соціальних мереж (станом на 2 березня 2021 р.). Всього за контрактом працюють вісімнадцять осіб, половина з них у «редакції новинного». Інші працівники займаються телекомпанією.

### eXXpress TV
eXXpressTV транслюється на каналі 170 Magenta на додаток до власного каналу на YouTube і в кабельній мережі. У програмі — новини, репортажі, історичні програми та «формат life coach».